# Serhij Czerniawski
Serhij Wołodymyrowycz Czerniawski (ukr. Сергій Володимирович Чернявський, ur. 2 kwietnia 1976) – ukraiński kolarz torowy, wicemistrz olimpijski oraz mistrz świata.

## Kariera
Największy sukces w karierze Serhij Czerniawski osiągnął w 2001 roku, kiedy podczas mistrzostw świata w Antwerpii wspólnie z Ołeksandrem Symonenko, Lubomyrem Połatajko i Ołeksandrem Fedenko zdobył złoty medal w drużynowym wyścigu na dochodzenie. Ponadto startował również na igrzyskach olimpijskich w Sydney w 2000 roku, gdzie Ukraińcy w składzie: Ołeksandr Fedenko, Ołeksandr Symonenko, Serhij Matwiejew i Serhij Czerniawski zdobyli srebrny medal olimpijski.